# Élections générales britanniques de 1900
Les élections générales britanniques de 1900 se sont déroulées du 25 septembre au 24 octobre 1900. Ces dernières élections du XIXe siècle sont remportées par le Parti conservateur de Lord Salisbury, qui conserve la majorité absolue. Cette victoire est probablement attribuable au sentiment général que la victoire dans la seconde guerre des Boers est proche, ce qui a valu à ces élections le surnom d'« élections kaki », couleur des uniformes de l'Armée de terre britannique  à cette époque. En fin de compte, le conflit dure encore deux années de plus.
Le tout jeune Parti travailliste participe à ses premières élections. Faute de moyens, il ne peut financer que quinze candidats, et seulement deux remportent leurs circonscriptions, James Keir Hardie et Richard Bell.

## Résultats
| Parti | Parti                                           | Candidats | Candidats | Candidats | Candidats | Votes     | Votes | Votes |
| Parti | Parti                                           | Présentés | Élus      | +/-       | %         | Nombre    | %     | +/-   |
| ----- | ----------------------------------------------- | --------- | --------- | --------- | --------- | --------- | ----- | ----- |
|       | Parti conservateur et Parti libéral unioniste   | 568       | 402       | -9        | 60,1      | 1 767 958 | 50,3  | +1,3  |
|       | Parti libéral                                   | 402       | 183       | +6        | 27,4      | 1 572 323 | 44,7  | -1,0  |
|       | Parti travailliste                              | 15        | 2         | +2        | 3,0       | 62 698    | 1,8   | N/A   |
|       | Parti parlementaire irlandais                   | 83        | 77        | -5        | 11,5      | 57 576    | 1,6   | -2,4  |
|       | Nationalistes indépendants                      | 18        | 5         | +5        | 0,6       | 23 706    | 0,7   | +0,6  |
|       | Conservateurs indépendants                      | 7         | 0         | 0         | /         | 13 713    | 0,4   |       |
|       | Libéraux indépendants                           | 3         | 1         | +1        | 0,1       | 6 423     | 0,2   | +0,1  |
|       | Indépendants                                    | 3         | 0         | 0         | /         | 4 800     | 0,2   | +0,2  |
|       | Scottish Workers' Representation Committee (en) | 1         | 0         | 0         | /         | 3 107     | 0,1   | N/A   |
|       | Libéral unioniste indépendant                   | 1         | 0         | 0         | /         | 1 855     | 0,1   | N/A   |
|       | Travailliste indépendant                        | 1         | 0         | 0         | /         | 433       | 0,0   | 0     |
| Total | Total                                           | 1 428     | 670       | /         | 100       | 3 514 592 | 100   | /     |